# USS Abraham Lincoln (CVN-72)
La portaerei statunitense USS Abraham Lincoln, soprannominata Abe, è la quinta unità della classe Nimitz ed è una nave della United States Navy. In servizio dal 1989, è intitolata al presidente statunitense Abraham Lincoln.

## Storia
Varata nei cantieri navali di Newport News nel 1984, la Lincoln entrò in servizio nel 1989 e l'anno seguente raggiunse la flotta del Pacifico. Nel giugno del 1991, mentre si dirigeva verso il Golfo Persico per partecipare alle operazioni militari in Iraq, la portaerei fu dirottata verso le Filippine per appoggiare l'evacuazione del personale militare americano in seguito all'eruzione del vulcano Pinatubo. Completata l'evacuazione, l'unità raggiunse la sua meta originaria e partecipò con il suo gruppo aereo imbarcato CVW-11 a operazioni aeree sull'Iraq e sul Kuwait in appoggio alle forze che erano state impegnate nella campagna militare Desert Storm.
Nel 1993 la nave prese parte alle operazioni Southern Watch in Iraq e Restore Hope in Somalia.
Nel 1994 fu la prima portaerei americana ad accogliere in servizio operativo un pilota di caccia F-14 Tomcat di sesso femminile, il tenente Kara S. Hultgreen, che però perse la vita quello stesso anno in un incidente di volo durante un appontaggio sulla nave. Nel 1997, dopo un periodo di lavori di manutenzione, la Lincoln fu trasferita alla base navale di Everett a Washington. Nel giugno del 1998 la Lincoln eseguì il suo quarto turno di servizio nel Golfo Persico; il 20 agosto 1998 il gruppo navale facente capo alla portaerei partecipò all'operazione Infinite Reach, lanciando missili da crociera contro obiettivi in Sudan (la fabbrica farmaceutica di Al-Shifa) ed Afghanistan (campi d'addestramento per terroristi) come rappresaglia per gli attentati alle ambasciate statunitensi del 1998.
Nel 2002 la portaerei, dopo aver imbarcato il gruppo aereo CVW-14, prese parte all'operazione Enduring Freedom in Afghanistan e l'anno seguente partecipò alla campagna Iraqi Freedom contro l'Iraq.
Nel 2004 la Lincoln ha imbarcato il gruppo aereo CVW-2 con il quale ha partecipato a diverse esercitazioni e operazioni militari. Nel 2008 è stata nuovamente impegnata nelle operazioni Enduring Freedom e Iraqi Freedom.
Il 22 gennaio 2012 è stata scortata dentro al Golfo Persico per assicurare l'apertura dello Stretto di Hormuz dato che lo stesso giorno l'unione europea ha imposto nuove sanzioni all'Iran per il suo programma nucleare. In risposta a ciò l'Iran ha minacciato più volte la chiusura dello stretto dove passa circa un quinto del traffico mondiale di greggio.
Il 22 maggio 2018 alla nave è stato assegnato il Carrier Air Wing Seven (CVW-7).
Dal 21 agosto 2021 ne è comandante Amy Bauernschmidt, prima donna ad assumere il comando di una portaerei nucleare statunitense.

## Caratteristiche

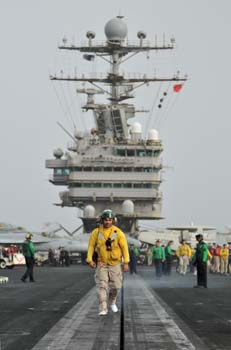
L'isola della CVN 72 Lincoln.

La CVN-72 Lincoln è una portaerei nucleare le cui caratteristiche ricalcano quelle della classe di appartenenza, la classe Nimitz. Dimensioni e dislocamento sono però maggiori rispetto alle prime unità della classe al punto che taluni la considerano come appartenente a una sottoclasse evoluta.
Il ponte di volo dispone di 4 catapulte a vapore tipo C13-2, quattro elevatori e quattro sistemi di cavi di arresto. La propulsione e la produzione di energia elettrica è assicurata da due reattori nucleari A4W che sviluppano una potenza complessiva di 209 MW e hanno una vita utile di circa 20 anni. In caso di emergenza sono disponibili 4 motori diesel.
Le parti vitali della portaerei sono protette da corazzature aggiuntive in Kevlar dello spessore di oltre 6 cm. Le catapulte assicurano un ritmo di lancio di un aereo ogni 20 secondi e l'hangar interno può ospitare circa metà dei velivoli in dotazione. I depositi della nave consentono di stivare 8.500 tonnellate di carburante per gli aerei, che consentono di operare per 16 giorni senza necessità di rifornimento.
La vita utile della portaerei è stimata in 50 anni.

## Sistema di combattimento
La componente operativa principale è costituita dallo stormo aereo imbarcato (CVW). Esso comprende un gruppo con 12 caccia multiruolo F/A-18E/F Super Hornet e fino a tre gruppi con un totale di 36 caccia multiruolo F/A-18 Hornet destinati ad essere sostituiti dai nuovi caccia multiruolo stealth F-35. Ad essi si aggiungono velivoli radar e per la guerra elettronica, nonché elicotteri per la guerra antisommergibile e per compiti di trasporto e soccorso.
Per l'autodifesa la Lincoln è dotata di vari sistemi d'arma e sistemi da guerra elettronica attiva e passiva: 2 sistemi a 8 celle per missili antiaerei NATO Sea Sparrow; 2 sistemi a 21 celle per missili antimissile RAM; 3 sistemi antimissile a corto raggio Phalanx dotati di cannone Vulcan; una suite da guerra elettronica AN/SLQ-32V cui sono asserviti lancia artifizi antimissile MK36 SRBOC; un sistema antisiluro Nixie.
Per la scoperta di bersagli aerei l'unità dispone di sistemi radar AN/SPS-48E e AN/SPS-49(V)5, mentre la scoperta di bersagli di superficie è affidata a un radar AN/SPS-67(V)1. La dotazione elettronica è completata da vari radar di navigazione, guida missili, controllo del traffico aereo.

## Cinema
La Lincoln è citata o mostrata in alcuni film, tra i quali:
- Debt of Honor (1994), nel quale è una delle due portaerei inviate a proteggere lo Sri Lanka contro forze navali indiane.
- The Core (2003), in cui ne viene citata la sigla CVN-72.
- Stealth - Arma suprema (2005), che mostra alcuni piloti che decollano dal suo ponte di volo.
- NCIS - Unità Anticrimine (2003), viene citata nell'incontro tra il Presidente Bush e il marine addetto al trasporto della ventiquattrore del presidente.